# Army of the United States
Army of the United States (kratica AUS) je uradni naziv za naborniško sestavo Kopensko vojsko ZDA, ki je lahko ustanovljena na ukaz Kongresa ZDA v primeru, ko ZDA vstopijo v večji oboroženi konflikt. Do sedaj je bila AUS aktivirana v treh vojnah: drugi svetovni, korejski in vietnamski vojni. 
AUS velja za neposredno naslednico Nacionalne vojske, ki je bila ustanovljena za potrebe prve svetovne vojne in bila dokončno razpuščena leta 1920.

## Zgodovina

### Druga svetovna vojna
AUS je bila prvič ustanovljena februarja 1941, ko se je ZDA že pripravljala na (morebiten) vstop v drugo svetovno vojno. Velika razširitev AUS pa je bila uvedena šele po japonskem napadu na Pearl Harbor decembra 1941.
Prvi častniki AUS so bili častniki iz Regularne vojske (Regular Army). Izoblikovala se je praksa, da so častniki imeli tako stalni (v Regularni vojski) kot začasni čin (v AUS). Tipična situacija je tako bila, da je bil stotnik Regularne vojske tudi čin polkovnika AUS. Čin, pridobljen v AUS, je bil znan tudi teaterski čin. 
V primerjavi z Regularno vojsko je napredovanje v AUS bilo veliko hitreje, tako da je veliko častnikov v teku treh do štirih letov napredovalo kar za štiri do pet činov. Dwight D. Eisenhower, ki je nazadnje dosegel čin generala armade, je tako v treh letih napredoval iz čina polkovnika v čin petzvezdnega generala. Čin, pridobljen v AUS, pa je bil lahko tudi enako hitro odvzet, pri čemer so bili častniki vrnjeni na njihov stalni čin v Regularni vojski. To je bilo znano kot izguba teaterskega čina (loss of theater rank). Tako je znano tudi nekaj primerov, ko je bilo zaradi nesposobnosti ali napak poslano nazaj domov nekaj generalov AUS s stalnim činom polkovnika ali majorja. 
Moštvo (vojaki in podčastniki) je bilo sestavljeno iz profesionalnih pripadnikov Regularne vojske, pri čemer so veljali le za pripadnike Regularne vojske in ne tudi AUS, kljub temu da so služili tudi v tej sestavi. Rekruti, ki so se prostovoljno javili za služenje, so se lahko vpisali v Regularno vojsko, pri čemer so imeli večje dolžnosti. Naborniški rekruti pa so bili avtomatično dodeljeni AUS, pri čemer so spredaj pred službeno številko dobili kratico AUS; pripadniki Regularne vojske pa so spredaj imeli kratico RA.
Leta 1946 je bila s povojno demobilizacijo ukinjena tudi AUS, skupaj z naborom. Na tej točki so bili častniki vrnjeni na njihov stalni čin, medtem ko je bilo moštvo AUS odpuščeno oz. so se ponovno priključili Regularni vojski.

### Korejska vojna
Med korejsko vojno so ponovno vzpostavili AUS, pri čemer je bila ta sestavljena le iz nabornikov, tako da so hkrati na bojišču delovale Regularna vojska, Nacionalna garda ZDA in AUS. Častniki so v korejski vojni imeli le stalne čine Regularne vojske. V času korejske vojne je bil vpeljan naslednji sistem kratic pred službenimi številkami: 
- ER: rezerva, moštvo
- OR: rezerva, častniki
- NG: Nacionalna garda
- RA: Regularna vojska
- US: Army of the United States

Ker so bili navadni vojaki lahko vpoklicani v AUS ali pa se prostovoljno vpisali v Regularno vojsko, se je med vojaki razvil sistem časti glede sestave, v kateri so služili, pri čemer so bili prostovoljci smatrani za bolj ugledne. V času korejske vojne je AUS tudi zamenjala svojo kratice pred službeno številko in sicer iz AUS v US. Posledično so se nekateri naborniki na dan svojega nabora prostovoljno prijavili v Regularno vojsko, s čimer so si povečali ugled med sovojaki.

### Vietnamska vojna in danes
AUS je bila zadnjič aktivirana med vietnamsko vojno in bila dokončno razpuščena po letu 1974. 
Danes se AUS uporablja samo na seznamih upokojenih častnikov Kopenske vojske ZDA. V primeru, če je bil častnik po upokojitvi povišan v višji čin, kot ga je imel ob upokojitvi, se mu poleg čina doda oznaka AUS Upokojen (AUS Retired); posledično dobivajo večjo pokojnino (in morebitne dodatke), kot bi jo imeli z upokojitvijo s stalnim činom.